# Bengrove
Bengrove – wieś w Anglii, w hrabstwie Gloucestershire, w dystrykcie Tewkesbury. Leży 20 km na północny wschód od miasta Gloucester i 143 km na zachód od Londynu.